# Derick Brassard
Derick Brassard (* 22. September 1987 in Hull, Québec) ist ein ehemaliger kanadischer Eishockeyspieler. Der Center bestritt zwischen 2008 und 2023 über 1000 Partien für zehn Teams in der National Hockey League (NHL) und lief dabei vor allem für die Columbus Blue Jackets, New York Rangers und Ottawa Senators auf. Mit der kanadischen Nationalmannschaft gewann er bei der Weltmeisterschaft 2016 die Goldmedaille.

## Karriere

### Jugend
Brassard begann seine Eishockeykarriere als 16-Jähriger, als er sich im Verlauf der Saison 2003/04 den Voltigeurs de Drummondville aus der kanadischen Juniorenliga Ligue de hockey junior majeur du Québec (LHJMQ) schloss. Im restlichen Verlauf der Spielzeit bestritt er zehn Partien in der regulären Saison sowie sieben weitere in den sich anschließenden Playoffs. Dabei konnte er mit einem Assist seinen ersten Scorerpunkt in der Liga verbuchen. Vor Beginn des Spieljahres 2004/05 absolvierte der gelernte Center erstmals die Saisonvorbereitung mit den Voltigeurs und zeigte sich in seiner Rookiesaison stark verbessert. Mit 76 Punkten in 69 Partien war er knapp hinter Guillaume Latendresse, dem zwei Punkte mehr gelangen, zweitbester Scorer seines Teams im Saisonverlauf. Zudem wurde er für seine Leistungen mit der Trophée Michel Bergeron für den besten offensiven Rookie des Jahres, dem Coupe RDS für den besten Rookie der gesamten Liga und der Wahl ins All-Rookie-Team ausgezeichnet. Beflügelt von den diversen Auszeichnungen ging Brassard in die folgende Spielzeit, in der er sich mit 116 Scorerpunkten in 59 Begegnungen erneut verbessert zeigte und mit der Berufung ins LHJMQ First All-Star Team prämiert wurde. Im sich an das Spieljahr anschließenden NHL Entry Draft 2006 wurde der Kanadier dann an insgesamt sechster Gesamtposition von den Columbus Blue Jackets aus der National Hockey League (NHL) ausgewählt. Da er zugleich der erstgewählte Spieler aus der LHJMQ war, erhielt er dafür mit der Trophée Michael Bossy erneut eine Auszeichnung. Trotz der frühen Wahl im Draft verblieb Brassard ein weiteres Jahr in der kanadischen Juniorenliga, konnte aber aufgrund einer hartnäckigen Schulterverletzung nur 14 Spiele in der regulären Saison und zwölf Playoff-Partien absolvieren.

### NHL

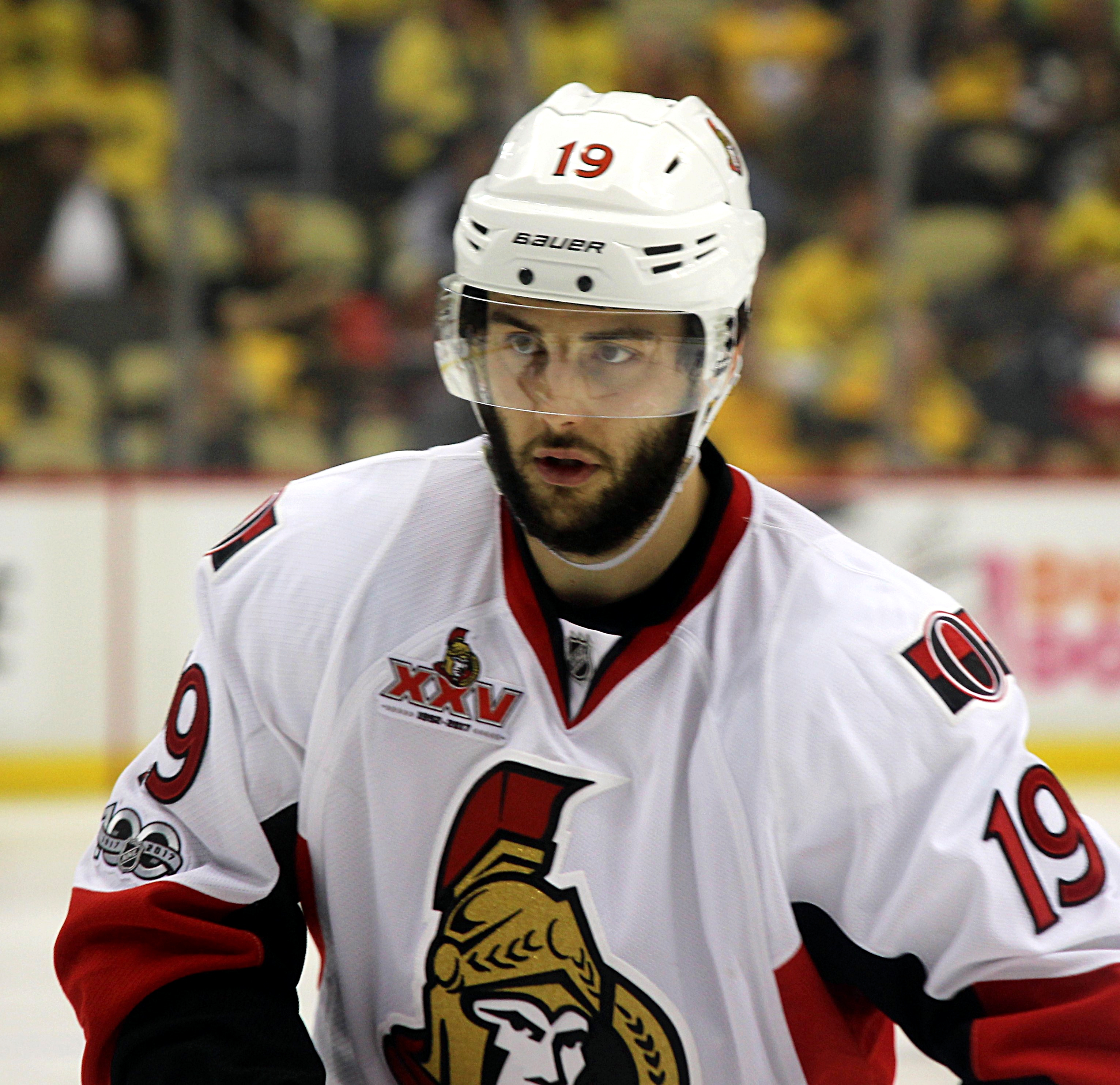
Brassard im Trikot der Ottawa Senators (2017)

Nach dem Ende seiner dritten kompletten Spielzeit im Juniorenbereich unterschrieb Brassard im Sommer 2007 seinen ersten Profivertrag in der Organisation der Columbus Blue Jackets. Zunächst setzte ihn das Franchise aus dem US-Bundesstaat Ohio in der American Hockey League (AHL) bei den Syracuse Crunch ein, wo er sich auf Anhieb zurechtfand und zum besten Liganeuling im ersten Monat der Saison ernannt wurde. Nachdem ihn ein Kieferbruch zwei Monate lang außer Gefecht gesetzt hatte, beorderten die Blue Jackets ihren Erstrunden-Draftpick am 10. Januar 2008 erstmals in den NHL-Kader, deren Bestandteil er über 17 Spiele hinweg bis zum 27. Februar war. Dabei gelangen ihm jeweils ein Tor und eine Torvorlage. Wieder in Form und zurück in der AHL beeindruckte Brassard in den letzten eineinhalb Monaten der Spielzeit 2007/08 mit 26 Scorerpunkten. Insgesamt gelangen ihm 51 in 42 Partien der regulären Saison sowie 13 weitere in ebenso vielen Playoff-Begegnungen. Um jedoch dauerhaft einen Platz im Stammkader des NHL-Teams zu erhalten, verblieb der Kanadier in der Sommerpause in Columbus, wo er sich mit Hilfe des Trainerstabs fit hielt und frühzeitig mit der Vorbereitung auf die Saison 2008/09 begann. Dies zahlte sich schließlich aus, als er nach dem saisonvorbereitenden Trainingscamp im NHL-Kader verblieb. Mit zehn Scorerpunkten in den neun Spielen des ersten Saisonmonats wurde er zum NHL-Rookie des Monats Oktober 2008 ernannt. Seine erste NHL-Saison endete jedoch am 18. Dezember vorzeitig, da er sich während eines Spiels die Schulter auskugelte. Er musste sich daher einer Operation unterziehen, die gleichbedeutend mit seinem Saisonende war. Zu diesem Zeitpunkt lag der Stürmer mit 25 Punkten aus 31 Spielen gemeinsam mit Kris Versteeg an der Spitze der Rookie-Scorerwertung.
Zur Trade Deadline am 3. April 2013 wurde er zu den New York Rangers transferiert. Nach der Saison 2015/16 debütierte Brassard im kanadischen Nationalteam bei der Weltmeisterschaft 2016 und gewann dort mit dem Team die Goldmedaille. Im Juli 2016 gaben ihn die Rangers samt einem Siebtrunden-Wahlrecht für den NHL Entry Draft 2018 an die Ottawa Senators ab, die im Gegenzug Mika Zibanejad sowie ein Zweitrunden-Wahlrecht für den gleichen Jahr nach New York schickten. Brassard blieb daraufhin gut eineinhalb Spielzeiten in der kanadischen Hauptstadt, ehe die Senators im Februar 2018 begannen sich neu zu strukturieren. Gemeinsam mit Vincent Dunn und einem Drittrunden-Wahlrecht im NHL Entry Draft 2018 wurde er an die Pittsburgh Penguins abgegeben, während Ottawa Ian Cole, Filip Gustavsson sowie ein Erstrunden-Wahlrecht im NHL Entry Draft 2018 und ein Drittrunden-Wahlrecht im NHL Entry Draft 2019 erhielt. Die ebenfalls in den Transfer involvierten Vegas Golden Knights gaben zudem Tobias Lindberg an die Penguins ab und übernahmen 40 Prozent von Brassards Gehalt. Im Gegenzug erhielten sie Ryan Reaves und eine Viertrunden-Wahl im NHL Entry Draft 2018.
Nach etwa einem Jahr in Pittsburgh wurde Brassard Anfang Februar 2019 samt Riley Sheahan sowie einem Zweitrunden-Wahlrecht und zwei Viertrunden-Wahlrechten für den NHL Entry Draft 2019 zu den Florida Panthers transferiert. Dafür erhielten die Penguins Nick Bjugstad und Jared McCann. Der Kanadier gehörte dem Team aber lediglich drei Wochen an und absolvierte derweil zehn Spiele, ehe er Ende desselben Monats für ein Drittrunden-Wahlrecht im NHL Entry Draft 2020 zur Colorado Avalanche geschickt wurde. Falls die Avalanche den Spieler über das Saisonende hinaus nicht weiter verpflichten sollte, erhielte Colorado ein zusätzliches Sechstrunden-Wahlrecht im selben Draft. Dies geschah in der Folge nicht, da der Kanadier sich im August 2019 als Free Agent den New York Islanders anschloss. In gleicher Weise wechselte er, nach 32 Punkten aus 66 Partien in der Spielzeit 2019/20, im Dezember 2020 zu den Arizona Coyotes sowie im August 2021 zu den Philadelphia Flyers. Die Flyers wiederum transferierten ihn zur Trade Deadline im März 2022 im Tausch für ein Viertrunden-Wahlrecht im NHL Entry Draft 2023 zu den Edmonton Oilers und übernahmen dabei weiterhin die Hälfte seines Gehalts. Die Oilers waren das bereits zehnte NHL-Team, für das Brassard aktiv ist. Anschließend kehrte er zu den Ottawa Senators zurück, die ihn im Oktober 2022 mit einem Einjahresvertrag ausstatteten. In deren Trikot bestritt er im März 2023 sein insgesamt 1000. Spiel der regulären Saison in der NHL. Nach der Saison 2022/23 wurde sein auslaufender Vertrag nicht verlängert, ehe er im Juni 2024 das Ende seiner aktiven Karriere verkündete. Insgesamt hatte er in der NHL 1013 Partien bestritten und dabei 545 Punkte verzeichnet.

## Erfolge und Auszeichnungen
| - 2005 LHJMQ All-Rookie Team - 2005 CHL All-Rookie Team - 2005 Trophée Michel Bergeron - 2005 Coupe RDS | - 2006 LHJMQ First All-Star Team - 2006 CHL Second All-Star Team - 2006 Trophée Michael Bossy - 2008 NHL-Rookie des Monats Oktober |

### International
- 2004 Bronzemedaille bei der World U-17 Hockey Challenge
- 2005 Silbermedaille bei der U18-Junioren-Weltmeisterschaft
- 2016 Goldmedaille bei der Weltmeisterschaft

## Karrierestatistik

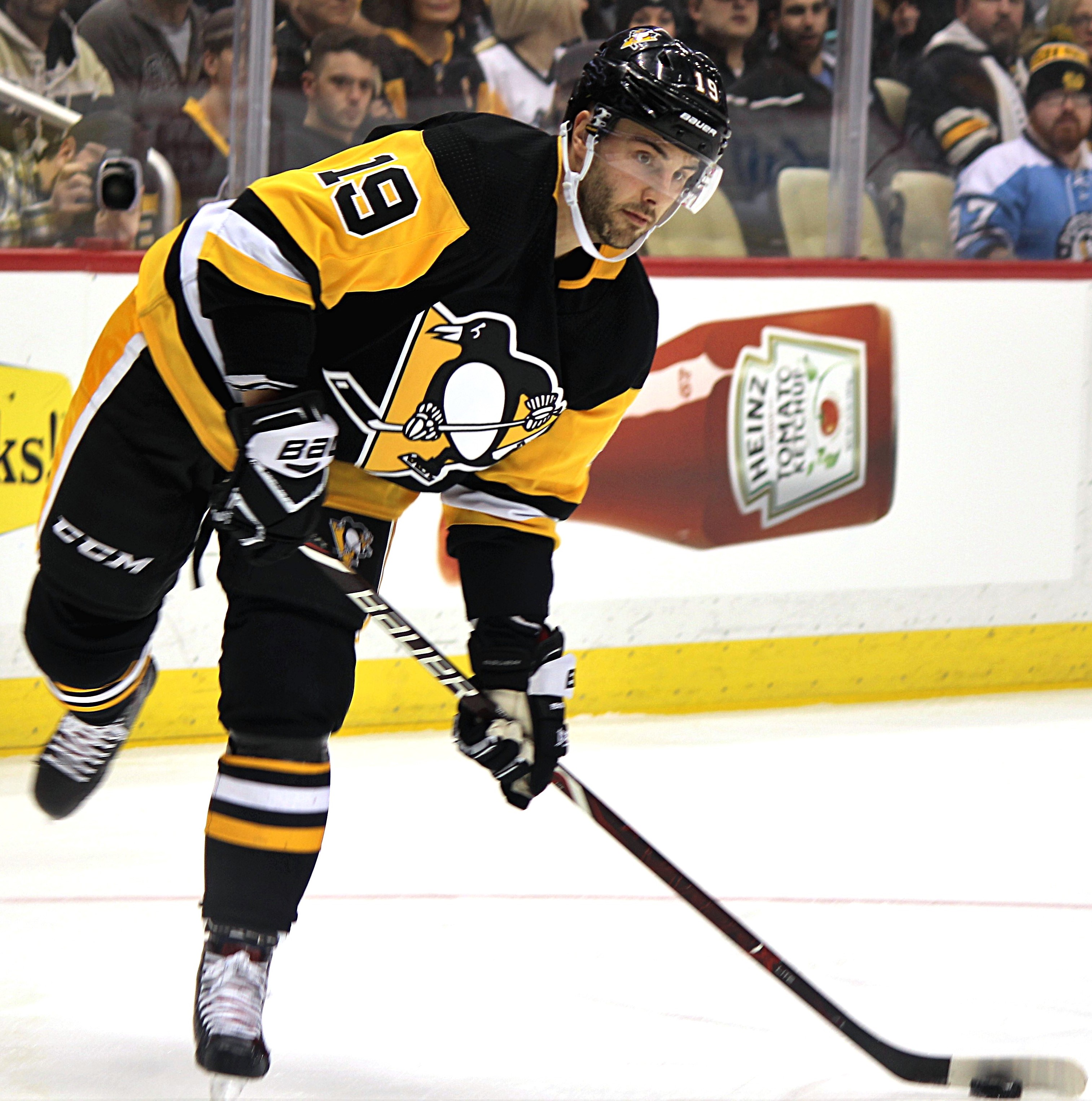
Brassard als Spieler der Pittsburgh Penguins (2018)

### International
Vertrat Kanada bei:
- World U-17 Hockey Challenge 2004
- U18-Junioren-Weltmeisterschaft 2005
- Weltmeisterschaft 2016

(Legende zur Spielerstatistik: Sp oder GP = absolvierte Spiele; T oder G = erzielte Tore; V oder A = erzielte Assists; Pkt oder Pts = erzielte Scorerpunkte; SM oder PIM = erhaltene Strafminuten; +/− = Plus/Minus-Bilanz; PP = erzielte Überzahltore; SH = erzielte Unterzahltore; GW = erzielte Siegtore; 1 Play-downs/Relegation; Kursiv: Statistik nicht vollständig)